# Paphiopedilum dixlerianum
Paphiopedilum dixlerianum är en orkidéart som beskrevs av Guido Jozef Braem och Guy Robert Chiron. Paphiopedilum dixlerianum ingår i släktet Paphiopedilum och familjen orkidéer.
Artens utbredningsområde är Burma. Inga underarter finns listade i Catalogue of Life.